# Hemrikerverlaat (sluis)
Hemrikerverlaat is een sluis in de Opsterlandse Compagnonsvaart bij het dorp Hemrik in de buurschap Hemrikverlaat. Het verval is 0,89 meter. De sluis wordt nog volledig met de hand bediend.
Het Hemrikverlaat werd in 1755 volledig van hout gebouwd. Een eeuw later werden de hoofden van steen gemaakt. In 1902 werd de sluis volledig vervangen door het huidige stenen verlaat. Aan de onderzijde van de sluis ligt een brug. De oude handbediende brug is in 2006 vervangen door een elektrische variant.
Damsluis · 
Bovenstverlaat · 
Stokersverlaat · 
Fochteloërverlaat · 
Nanningaverlaat · 
Wijnjeterpverlaat · 
Hemrikerverlaat ·
Vosseburenverlaat · 
Gorredijk